# Rimal Haxhiu
Rimal Haxhiu (Krujë, 4 marzo 1999) è un calciatore albanese, centrocampista del Tirana.

## Carriera

### Club
Il 1º febbraio 2023 viene acquistato a titolo definitivo dalla squadra albanese del Tirana.

### Nazionale
Ha giocato nella nazionale albanese Under-19.

## Statistiche

### Presenze e reti nei club
Statistiche aggiornate al 25 maggio 2025.
| Stagione        | Squadra         | Campionato      | Campionato | Campionato | Coppe nazionali | Coppe nazionali | Coppe nazionali | Coppe continentali | Coppe continentali | Coppe continentali | Altre coppe | Altre coppe | Altre coppe | Totale | Totale |
| Stagione        | Squadra         | Comp            | Pres       | Reti       | Comp            | Pres            | Reti            | Comp               | Pres               | Reti               | Comp        | Pres        | Reti        | Pres   | Reti   |
| --------------- | --------------- | --------------- | ---------- | ---------- | --------------- | --------------- | --------------- | ------------------ | ------------------ | ------------------ | ----------- | ----------- | ----------- | ------ | ------ |
| 2018-gen. 2019  | Blumenthaler    | 5L              | 10         | 7          | -               | -               | -               | -                  | -                  | -                  | -           | -           | -           | 10     | 7      |
| gen.-giu. 2019  | Bremer          | 5L              | 13         | 3          | -               | -               | -               | -                  | -                  | -                  | -           | -           | -           | 13     | 3      |
| 2019-gen. 2020  | Iliria          | KP              | 10         | 3          | CA              | 1               | 0               | -                  | -                  | -                  | -           | -           | -           | 11     | 3      |
| gen.-giu. 2020  | Luftëtari       | KS              | 12         | 2          | CA              | 1               | 0               | -                  | -                  | -                  | -           | -           | -           | 13     | 2      |
| 2020-2021       | Apolonia Fier   | KS              | 28         | 1          | CA              | 2               | 0               | -                  | -                  | -                  | -           | -           | -           | 30     | 1      |
| 2021-2022       | Dinamo Tirana   | KS              | 23         | 1          | CA              | 3               | 0               | -                  | -                  | -                  | -           | -           | -           | 26     | 1      |
| 2022-gen. 2023  | Kukësi          | KS              | 17         | 0          | CA              | 2               | 0               | -                  | -                  | -                  | -           | -           | -           | 19     | 0      |
| gen.-giu. 2023  | Tirana          | KS              | 17         | 2          | CA              | 4               | 0               | UCL+UECL           | -                  | -                  | SA          | -           | -           | 21     | 2      |
| 2023-2024       | Tirana          | KS              | 33         | 2          | CA              | 5               | 0               | UECL               | 4                  | 0                  | -           | -           | -           | 42     | 2      |
| 2024-2025       | Tirana          | KS              | 26+1       | 1+0        | CA              | 1               | 0               | UECL               | 2                  | 1                  | -           | -           | -           | 30     | 2      |
| 2025-2026       | Tirana          | KS              | 0          | 0          | CA              | 0               | 0               | -                  | -                  | -                  | -           | -           | -           | 0      | 0      |
| Totale Tirana   | Totale Tirana   | Totale Tirana   | 76+1       | 5+0        |                 | 10              | 0               |                    | 6                  | 1                  |             | -           | -           | 93     | 6      |
| Totale carriera | Totale carriera | Totale carriera | 189+1      | 22+0       |                 | 19              | 0               |                    | 6                  | 1                  |             | -           | -           | 215    | 23     |